# Ňagov
Ňagov, russinisch Няґiв/Njagiw (ungarisch Nyágó)  ist eine Gemeinde im Nordosten der Slowakei mit 365 Einwohnern (Stand 31. Dezember 2024), die zum Okres Medzilaborce, einem Kreis des Prešovský kraj gehört und in der traditionellen Landschaft Zemplín liegt.

## Geographie
Die Gemeinde befindet sich in den Niederen Beskiden im Bergland Laborecká vrchovina, im Tal des Baches Ňagovský potok im Einzugsgebiet des Laborec, knapp außerhalb der Grenzen des Landschaftsschutzgebiets Východné Karpaty, nahe der Staatsgrenze zu Polen. Das Ortszentrum liegt auf einer Höhe von 374 m n.m. und ist fünf Kilometer von Medzilaborce entfernt (Straßenentfernung).
Nachbargemeinden sind Medzilaborce (Stadtteile Medzilaborce und Vydraň) im Nordwesten und Norden, Palota im Nordosten und Osten, Čabalovce im Südosten und Krásny Brod im Süden, Südwesten und Westen.

## Geschichte

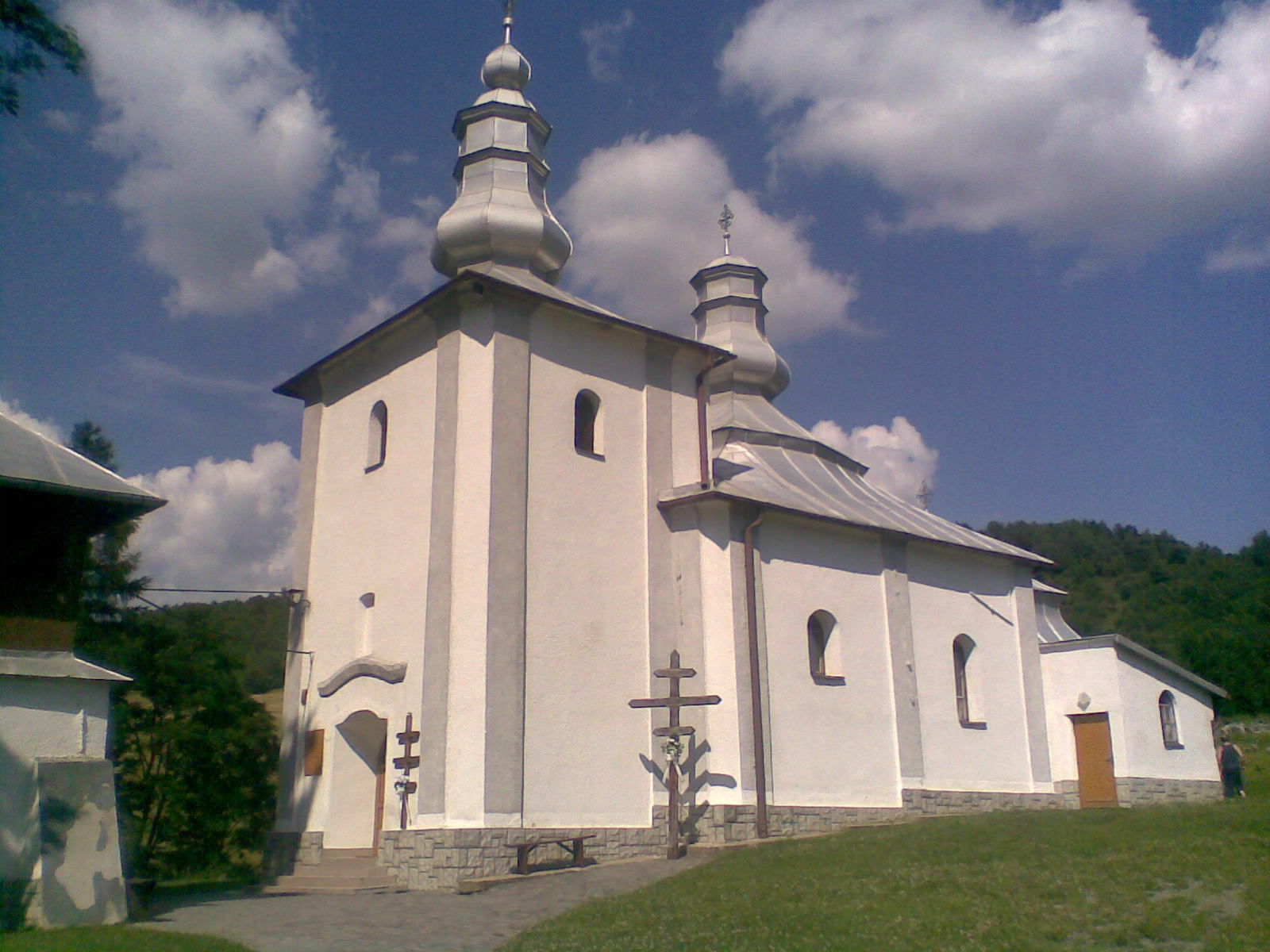
Griechisch-katholische Kirche im Ort

Ňagov wurde zum ersten Mal 1557 als Nyago schriftlich erwähnt, als im Ort sechseinhalb Porta verzeichnet wurden. Das Dorf war Teil der Herrschaft von Humenné, ab dem 18. Jahrhundert war es Besitz der Familie Soós und anderer Familien, im 20. Jahrhundert besaß die Familie Reuss die Ortsgüter.
1715 gab es eine Mühle, 16 verlassene und 24 bewohnte Haushalte. 1787 hatte die Ortschaft 62 Häuser und 396 Einwohner, 1828 zählte man 48 Häuser und 377 Einwohner.
Bis 1918 gehörte der im Komitat Semplin liegende Ort zum Königreich Ungarn und kam danach zur Tschechoslowakei beziehungsweise heute Slowakei. Nach 1918 waren die Einwohner als Landwirte beschäftigt. Nach dem Zweiten Weltkrieg pendelte ein Teil der Einwohner zur Arbeit in Industriebetriebe in Medzilaborce und Košice, die Landwirte waren privat organisiert.

## Bevölkerung
| Jahr                | 1994 | 2004     | 2014    | 2024     |
| ------------------- | ---- | -------- | ------- | -------- |
| Anzahl der Personen | 472  | 418      | 430     | 365      |
| Unterschied         |      | −11,44 % | +2,87 % | −15,11 % |

| Jahr                | 2023 | 2024    |
| ------------------- | ---- | ------- |
| Anzahl der Personen | 363  | 365     |
| Unterschied         |      | +0,55 % |

Nach der Volkszählung 2011 wohnten in Ňagov 436 Einwohner, davon 245 Russinen, 157 Slowaken, neun Roma und ein Ukrainer. Ein Einwohner gab eine andere Ethnie an und 23 Einwohner machten keine Angabe zur Ethnie.
346 Einwohner bekannten sich zur griechisch-katholischen Kirche, 40 Einwohner zur orthodoxen Kirche, 16 Einwohner zur römisch-katholischen Kirche und 11 Einwohner zu den Zeugen Jehovas. Drei Einwohner waren konfessionslos und bei 20 Einwohnern wurde die Konfession nicht ermittelt.

## Bauwerke und Denkmäler
- griechisch-katholische Kirche Entschlafung der allheiligen Gottesgebärerin im Barockstil aus dem Jahr 1793[6]

## Verkehr
Durch Ňagov führt die Cesta II. triedy 567 („Straße 2. Ordnung“) von Krásny Brod bei Medzilaborce nach Snina. Die nächsten Bahnanschlüsse sind in Krásny Brod und Medzilaborce an der Bahnstrecke Michaľany–Łupków.